# Торонський Олексій
о. Олексі́й Торо́нський (1838, с. Завадка — 14 лютого 1899, Львів) — український галицький педагог і громадський діяч, греко-католицький священник, катехит у гімназіях, автор підручників для навчання літератури і релігії у середніх школах.

## Життєпис
Народився 1838 року в с. Завадка Сяноцького повіту в сім'ї місцевого священника Івана Торонського (1805—1879).
Богослов'я вивчав у Центральній греко-католицькій семінарії у Відні в 1856—1860 роках. Висвячений на священника 1862 року і призначений професором Львівської гімназії. У 1868—1889 роках — професор цісарсько-королівської Дрогобицької гімназії імені Франца Йосифа I. З 1891 до 1898 знову викладав у Львівській академічній гімназії. Член митрополичої консисторії УГКЦ (від 1895 року).
Співредактор «Руского Сіону» (1874—1879 і 1883); публікував статті в «Газеті Школьній», «Мирі», «Неділі», «Ділі» та ін. Видав повість з життя лемків «Ганця» (1862); перекладав твори з польської і німецької мов.
1876 р. писав, що «…руський нарід серед слов'янських літератур посідав „підрядне становище“».
Похований на полі 1 б Личаківського цвинтаря.